# لاري باركر (لاعب كرة قدم أمريكية)
لاري باركر (بالإنجليزية: Larry Parker)‏ هو لاعب كرة قدم أمريكية أمريكي، ولد في 14 يوليو 1976.

## وصلات خارجية
- لاري باركر على موقع مرجع كرة القدم المحترفة.كوم (الإنجليزية)